# HD 225239
HD 225239，又名BD+33 4828，SAO 53622、HR 9107，是一颗恒星，视星等为6.12，位于銀經112.17，銀緯-27.24，其B1900.0坐标为赤經23h 59m 39.2s，赤緯+34° -27.24′ 2″。